# Lestodiplosis gammae
Lestodiplosis gammae är en tvåvingeart som beskrevs av Barnes 1928. Lestodiplosis gammae ingår i släktet Lestodiplosis och familjen gallmyggor. Inga underarter finns listade i Catalogue of Life.